# Glenea laterinuda
Glenea laterinuda là một loài bọ cánh cứng trong họ Cerambycidae.